# Beatrix gallierai hercegné
Beatrix gallierai hercegné, született Beatrix edinburgh-i hercegnő (angolul: Princess Beatrice of Edinburgh and Saxe–Coburg and Gotha, németül: Prinzessin Beatrice von Sachsen–Coburg und Gotha, spanyolul: Infanta Beatriz de España y V Duquesa de Galliera, teljes nevén Beatrice Leopoldine Victoria) (Ashford, 1884. április 20. – Sanlúcar de Barrameda, 1966. július 13.) edinburgh-i és szász–coburg–gothai hercegnő, házassága révén Galliera hercegnéje és spanyol infánsné.

## Élete

### Származása és gyermekkora
Beatrix hercegnő – családi becenevén Bea – az Eastwell Parkban, 1884-ben látta meg a napvilágot Alfréd brit királyi és szász–coburg–gothai herceg és Marija Alekszandrovna orosz nagyhercegnő negyedik leányaként, illetve ötödik utolsó gyermekeként. Három nővérével, Máriával, Viktória Melitával és Alexandrával igen közeli kapcsolatban állt, még felnőtt korában is.
1893-ban Alfréd herceg, aki addig az Edinburgh hercege titulust viselte, a Szász–Coburg–Gotha Hercegség uralkodó hercege lett, így a család Coburgba költözött át, és Beatrixból szász–coburg–gothai hercegnő lett. A család mindazonáltal nem sok időt töltött Coburgban, mivel Alfréd herceg a Brit Királyi Haditengerészetnél szolgált, és földközi-tengeri gyakorlataira családja is elkísérte. Beatrix és testvérei így gyermekkoruk jelentős részét Máltán töltötték; itt született többek között Viktória Melita hercegnő is.

### Házassága

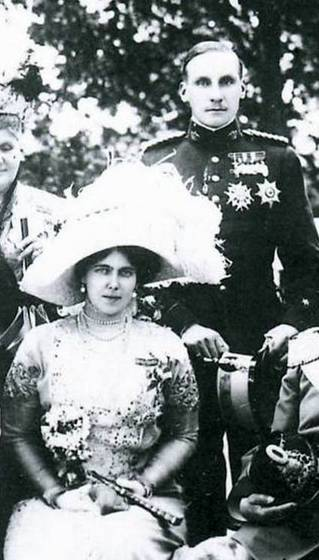
Alfonz és Beatrix, Galliera hercegi párja XIII. Alfonz király esküvőjén, 1906-ban

1902-ben Beatrix hercegnő beleszeretett Mihail Alekszandrovics orosz nagyhercegbe, II. Miklós cár öccsébe. A nagyherceg viszonozta Beatrix érzelmeit, azonban sem a cári család, sem Beatrix szülei nem nézték jó szemmel a kapcsolatot, mivel Mihail és Beatrix elsőfokú unokatestvérek voltak. A rokonok gyorsan véget vetettek a viszonynak.
Nem sokkal később az a hír terjedt el, hogy Beatrix feleségül fog menni XIII. Alfonz spanyol királyhoz, ám a spanyol király 1906-ban unokatestvérét, Viktória Eugénia battenbergi hercegnőt vezette oltár elé. Az ő esküvőjükön találkozott Beatrix Alfonso de Orleans y Borbón spanyol infánssal és gallierai herceggel (1886–1975), a király unokafivérével. Alfonz infáns feleségül szerette volna venni Beatrixot, de a spanyol királyi család azzal fenyegetőzött, hogy száműzik, ha megteszi ezt a lépést.
1909. július 15-én, Coburgban Alfonz mégis elvette Beatrix hercegnőt egy római katolikus és egy evangélikus esküvő keretében. A herceget erre száműzték Spanyolországból, így a házaspár Coburgban telepedett le, és első gyermekük is itt jött világra.
A házaspárnak három gyermeke született:
- Álvaro Antonio herceg (1910. április 20. – 1997. augusztus 22.), Galliera hatodik hercege
- Alfonso Maria herceg (1912. május 28. – 1936. november 18.), életét vesztette a spanyol polgárháborúban
- Ataulfo Alejandro herceg (1913. október 20. – 1974. október 4.).

1912-ben a királyi család megbocsátott Alfonznak, és megengedte a házaspárnak, hogy visszatérjen Spanyolországba. Ekkor terjedt el az a pletyka, hogy XIII. Alfonz viszonyt folytat Beatrixszal. A spanyol király boldogtalan házasságban élt, több törvénytelen utódja is született; Beatrixszal pedig mindig bensőséges kapcsolatban állt. A pletyka valószínűleg nem volt igaz, ugyanis a szigorú spanyol udvari etikett nem tett lehetővé egy ilyen kapcsolatot, ám Mária Krisztina anyakirályné a biztonság kedvéért megkérte Beatrixot, hogy hagyja el Spanyolországot. A hercegnő erre nem volt hajlandó, így XIII. Alfonz kénytelen volt száműzni, engedve édesanyja nyomásának.

### A spanyol polgárháború
A hercegi család Angliába költözött, ahol a fiatal hercegek a Winchester College-ba, egy híres iskolába jártak. A spanyol uralkodócsalád másodszor is megbocsátott nekik, így visszatérhettek spanyol földre, Sanlúcar de Barramedában alapítva meg a családi otthont.
Az 1930-as években a család a spanyol monarchia összeomlása miatt elvesztette vagyonát, majd 1931-ben a királyi család olaszországi száműzetésbe vonult. A polgárháború során a köztársaságiak ellen vívott egyik ütközetben esett el Alfonz és Beatrix második fia, Alfonso Maria herceg.
Beatrix hercegné 1966. július 13-án hunyt el, Sanlúcar de Barrameda-beli birtokán. Férje kilenc évvel élte túl őt. Legkisebb fiuk, Ataulfo herceg nem házasodott meg, így a hercegi pár egyedüli leszármazottjai Álvaro herceg gyermekei.